# Lord kanclerz Irlandii

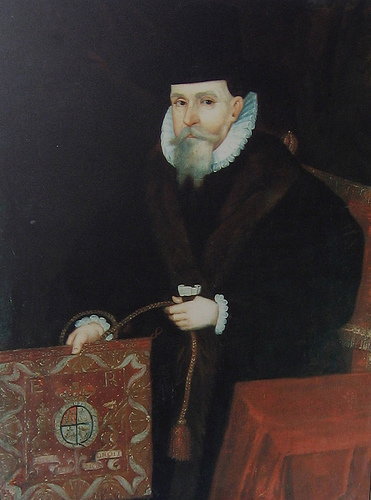
Arcybiskup Adam Loftus. Lord kanclerz Irlandii w latach 1573-1605.

Lord kanclerz Irlandii (ang. Lord High Chancellor of Ireland) – urząd w Irlandii sprzed ustanowienia Wolnego Państwa Irlandzkiego w 1922 roku. W kompetencjach pokrywający się ze swoim angielskim odpowiednikiem. 

## Lista lordów kanclerzy Irlandii
- 1186–???? : Stephen Ridell
- 1219–1234 : John de Worchley
- 1234–1235 : Ralph de Neville
- 1235–1237 : Alan de Sanctafide
- 1237–1237 : Geoffrey de Turville
- 1237–1238 : Ralph de Norwich
- 1238–1245 : Robert Luttrel
- 1245–1259 : William Welwood
- 1259–1283 : Fromund Le Brun
- 1283–1288 : Walter de Fulburn
- 1288–1292 : William Le Buerlaco
- 1292–1294 : Thomas Cantock
- 1294–???? : Adam de Wodington
- 1306–1308 : Thomas Cantock
- 1308–1308 : Adam de Wodington
- 1308–???? : Richard de Beresford
- ????–1313 : Walter de Thornbury
- ok. 1313–1318 : Stephn Ridel
- 1318–1320 : William FitzJohn
- 1321–???? : Roger Utlagh
- ok. 1325–1343 : Alexander de Bicknor
- 1343–???? : John L’Archers
- ????–???? : John Morice
- 1357–1371 : John Frowyk
- 1371–1374 : John de Bothby
- 1374–1377 : William Tany
- 1377–1379 : Robert Wikeford
- 1379–1382 : John Colton
- 1382–1385 : William Tany
- 1385–1388 : Alexander de Balscot
- 1388–1393 : Richard Plunkett
- 1393–1397 : Richard Northalis
- 1401–1410 : Thomas Cranley
- 1410–1412 : Patrick Barrett
- 1412–1413 : Thomas Le Boteller
- 1413–1417 : Thomas Cranley
- 1417–1417 : Laurence Merbury
- ok. 1417–1418 : William Fitz Thomas
- ok. 1418–1419 : William Yonge
- 1423––1426 : Richard Talbot
- 1426–1426 : William Fitz Thomas
- 1426–1441 : Richard Talbot
- 1441–1446 : Thomas Chase
- 1446–1449 : Richard Wogan
- 1449–1451 : Walter Devereux
- 1451–1460 : Edmund Plantagenet, hrabia Rutland
- 1460–1461 : John Dynham
- 1461–1462 : William Welles
- 1462–1463 : John Tiptoft, 1. hrabia Worcester
- ok. 1463–1468 : Thomas FitzGerald, 7. hrabia Kildare
- 1468–1469 : Robert Allanstown
- 1469–1472 : William Dudley
- 1474–1474 : Gilbert de Venham
- 1474–1480 : Rowland FitzEustace, 1. baron Portlester
- 1480–1482 : William Sherwood
- 1482–1487 : Thomas FitzGerald of Laccagh
- 1487–1492 : Rowland FitzEustace, 1. baron Portlester
- 1492–1494 : Alexander Plunket
- 1494–1495 : Henry Deane
- 1496–1498 : Walter Fitzsimon
- 1498–1509 : William Rokeby
- 1509–1513 : Nicholas St Lawrence, 4. baron Howth
- 1513–1515 : William Compton
- 1515–1521 : William Rokeby
- 1527–1528 : Hugh Inge
- 1528–1532 : John Alen
- 1532–1534 : George Cromer
- 1534–1538 : John Barnewall, 3. baron Trimlestown
- 1538–1541 : John Alan
- 1541–1551 : Richard Reade
- 1551–1554 : Thomas Cusack
- 1554–1554 : William Fitz William
- 1554–1567 : Hugh Curwen
- 1567–1573 : Robert Weston
- 1573–1605 : Adam Loftus
- 1605–1619 : Thomas Jones
- 1619–1639 : Adam Loftus, 1. wicehrabia Loftus
- 1639–1650 : Richard Bolton
- 1650–1655 : Roger Tasker
- 1656–1660 : William Steele
- 1660–1665 : Maurice Eustace
- 1665–1686 : Michael Boyle
- 1686–1687 : Charles Porter
- 1687–1690 : Alexander Fitton
- 1690–1690 : Richard Pyne
- 1690–1690 : Richard Ryves
- 1690–1690 : Robert Rochfort
- 1690–1696 : Charles Porter
- 1697–1703 : John Methuen
- 1703–1707 : Richard Cox
- 1707–1710 : Richard Freeman
- 1710–1714 : Constantine Phipps
- 1714–1725 : Alan Brodrick, 1. wicehrabia Midleton
- 1725–1726 : Richard West
- 1726–1727 : Thomas Wyndham, 1. baron Wyndham
- 1727–1756 : Robert Jocelyn, 1. wicehrabia Jocelyn
- 1757–1767 : John Bowes, 1. baron Bowes
- 1767–1789 : James Hewitt, 1. wicehrabia Lifford
- 1789–1802 : John FitzGibbon, 1. hrabia Clare
- 1802–1806 : John Freeman-Mitford, 1. baron Redesdale
- 1806–1807 : George Ponsonby
- 1807–1827 : Thomas Manners-Sutton, 1. baron Manners
- 1827–1830 : Anthony Hart
- 1830–1834 : William Plunket, 1. baron Plunket
- 1835–1835 : Edward Sugden
- 1835–1841 : William Plunket, 1. baron Plunket
- 1841–1841 : John Campbell, 1. baron Campbell
- 1841–1846 : Edward Sugden
- 1846–1852 : Maziere Brady
- 1852–1852 : Francis Blackburne
- 1853–1858 : Maziere Brady
- 1858–1859 : Joseph Napier
- 1859––1866 : Maziere Brady
- 1866–1867 : Francis Blackburne
- 1867–1868 : Abraham Brewster
- 1868–1874 : Thomas O’Hagan, 1. baron O’Hagan
- 1875–1880 : John Thomas Ball
- 1880–1881 : Thomas O’Hagan, 1. baron O’Hagan
- 1881–1883 : Hugh Law
- 1883–1885 : Edward Sullivan
- 1885–1885 : John Naish
- 1885–1886 : Edward Gibson, 1. baron Ashbourne
- 1886–1886 : John Naish
- 1886–1892 : Edward Gibson, 1. baron Ashbourne
- 1892–1895 : Samuel Walker
- 1895–1905 : Edward Gibson, 1. baron Ashbourne
- 1905–1911 : Samuel Walker
- 1911–1913 : Redmond Barry
- 1913–1918 : Ignatius O’Brien
- 1918–1921 : James Campbell
- 1921–1922 : John Ross